# Emma Mærsk
La Emma Mærsk è una nave portacontainer, la prima nata della classe di navi denominata classe E che comprende 8 navi gemelle di dimensioni pressoché identiche (lunghezza 397 metri per 56 di larghezza - capacità iniziale di carico stabilita in 11.000 TEU calcolati in base al peso poi 14.770 superati dalla nave gemella Ebba Mærsk nel porto di Tangeri Med con 15.011 container trasportati nel maggio 2010) con pescaggio di circa 11/13 metri.
Al momento del varo era seconda per dimensioni solo alla superpetroliera Knock Nevis (smantellata in India nel 2010) ed è stata la nave capoclasse tra quelle più grandi del mondo in servizio prima di essere superata dalla Mærsk Mc-Kinney Møller della classe tripla E.

## Servizio
La Emma Maersk opera sulla linea collegante Ningbo, Xiamen, Hong Kong, Yantian, Tanjung Pelepas, Algeciras, Rotterdam e Bremerhaven.
Il 1º febbraio 2013, mentre si accingeva a transitare nel Canale di Suez diretta in Asia, la nave - con a bordo 13.537 container, di cui 6.425 pieni - dovette interrompere il viaggio a causa di una falla in sala macchine, determinato da una via d'acqua generatasi nella galleria dell'asse portaelica. Giunta a Porto Said, dove venne sbarcato il carico, la portacontainer fu rimorchiata, con partenza il 17 febbraio dal porto egiziano, verso il cantiere navale presso il porto di Palermo dal rimorchiatore Fairmount Alpine.
Le necessarie riparazione vennero compiute presso la Fincantieri del porto del capoluogo siciliano.